# Tsarevo
Tsarevo (Bulgaars: Царево) is een stad en een gemeente in het oosten van Bulgarije in de oblast Boergas. De stad ligt ongeveer 70 km ten zuiden van Boergas.

## Geografie
De gemeente Tsarevo beslaat het zuidoostelijke deel van de oblast Boergas. Met een oppervlakte van 513,402 vierkante kilometer staat het op de zevende plaats van de 13 gemeenten van de oblast, oftewel 6,63% van de oblast. De grenzen zijn als volgt:
- in het noorden - gemeente Primorsko;
- in het westen en zuidwesten - gemeente Malko Tarnovo;
- in het zuiden - district Demirköy, Republiek Turkije; en
- in het oosten en noordoosten - de Zwarte Zee.

## Bevolking
Op 31 december 2020 telde de stad Tsarevo 5.738 inwoners, terwijl de gemeente Tsarevo, waar ook de stad Achtopol en elf omliggende dorpen bij behoren, 8.988 inwoners had.
|          | 1934  | 1946  | 1956   | 1965   | 1975  | 1985  | 1992   | 2001   | 2011  | 2020  |
| -------- | ----- | ----- | ------ | ------ | ----- | ----- | ------ | ------ | ----- | ----- |
| Stad     | 1 605 | 1 960 | 2 783  | 3 749  | 4 440 | 5 467 | 6 005  | 5 887  | 6 071 | 5 738 |
| Gemeente | 8 256 | 9 902 | 10 990 | 10 634 | 9 610 | 9 726 | 10 634 | 10 229 | 9 291 | 8 988 |

### Religie
De laatste volkstelling werd uitgevoerd in februari 2011 en was optioneel. Van de 9 291 inwoners reageerden er 6 108 op de volkstelling. Van deze 6 108 ondervraagden waren er 5 528 lid van de Bulgaars-Orthodoxe Kerk, oftewel 90,5% van de ondervraagden. De rest van de bevolking had een andere geloofsovertuiging of was niet religieus. 
| Religieuze samenstelling in februari 2011 | Religieuze samenstelling in februari 2011 | Religieuze samenstelling in februari 2011 | Religieuze samenstelling in februari 2011 | Religieuze samenstelling in februari 2011 |
| ----------------------------------------- | ----------------------------------------- | ----------------------------------------- | ----------------------------------------- | ----------------------------------------- |
|                                           |                                           |                                           |                                           |                                           |
| Bulgaars-Orthodoxe Kerk                   | Bulgaars-Orthodoxe Kerk                   |                                           | 90,50%                                    | 90,50%                                    |
| Katholieke Kerk                           | Katholieke Kerk                           |                                           | 0,56%                                     | 0,56%                                     |
| Protestantisme                            | Protestantisme                            |                                           | 1,26%                                     | 1,26%                                     |
| Islam                                     | Islam                                     |                                           | 0,00%                                     | 0,00%                                     |
| Geen                                      | Geen                                      |                                           | 3,11%                                     | 3,11%                                     |
| Anders/ Onbekend                          | Anders/ Onbekend                          |                                           | 4,57%                                     | 4,57%                                     |

## Nederzettingen
De gemeente Tsarevo bestaat uit de onderstaande 13 nederzettingen:
| - Achtopol - Balgari - Brodilovo - Fazanovo - Izgrev - Kondolovo - Kosti | - Lozenets - Rezovo - Sinemorets - Tsarevo - Varvara - Velika |

## Zustersteden
Tsarevo is verzusterd met Wolgast (Duitsland).
Bestuurlijk centrum: Boergas
 Aitos - Boergas - Kameno - Karnobat - Malko Tarnovo- Nesebar - Pomorie - Primorsko - Roeën - Sozopol - Sredets - Soengoerlare - Tsarevo